# Bocatius János
Bocatius János (Wetzschau, 1569 – Uherský Brod, 1621. október 31.) kassai főbíró és iskolaigazgató, költő.

## Élete

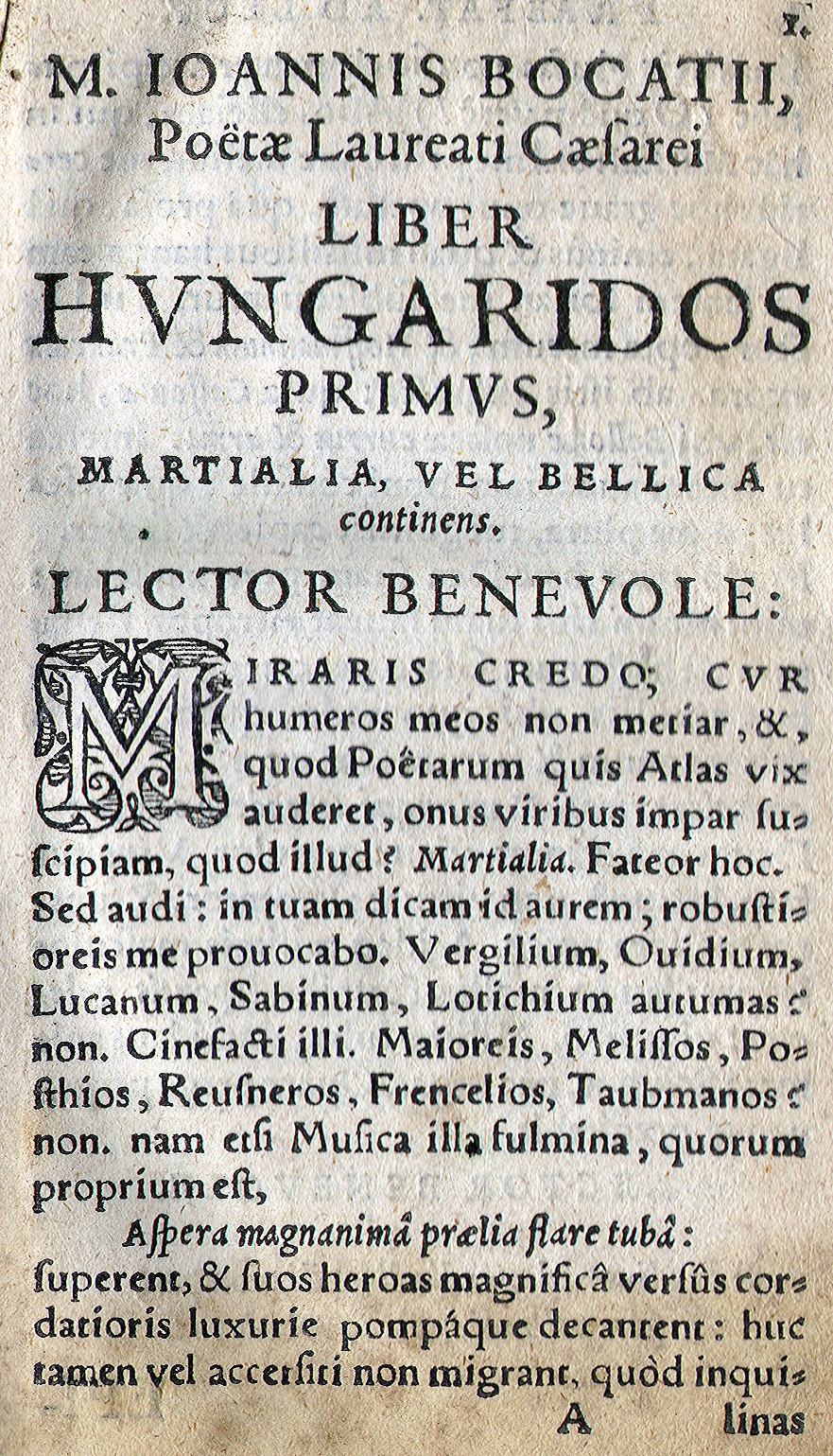
Bocatius fő művének címoldala

Lausitzi német polgárcsaládból származott. Eredetileg Bocknak hívták; Horváth Mihály történeti műveiben magyarosan Bogáthy Jánosnak nevezi. Ifjú éveiről annyit tudunk, hogy a jól szervezett szászországi iskolákat látogatta, ahol a költészetet és általában a tudományokat igen korán kezdte ápolni. Bél Mátyás szerint ő egykori kedves tanítóját, Gäbel Miklóst, akit a körmöcbányaiak tanítójuknak megválasztottak, és akit Bocatius mint kitűnő férfiút egyik költeményében meg is énekelt, követte Magyarországra. Előbb a Szepességen több helyen működött, sőt hihetőleg Selmecbányán is, miután egyik értekezését a selmecbányai tanácsnak ajánlotta.
1594. január 20-án az eperjesi tanács ünnepélyesen meghívta az ottani kollégium vezetésére. Itt rövid idő alatt nagy föltűnést keltett tudományos előadásaival; innen terjedt el rendkívüli tudományosságának híre az egész országban; hírneve még inkább növekedett, amikor 1596-ban Wittenbergben a bölcselettanból a mesteri fokozatot elnyerte, miután 48 társa között ő állotta ki legjobban a szigorlatokat.
Bocatius öt évig működött Eperjesen; módszere abban állott, hogy nem az iskolának, hanem az életnek tanított és főtekintettel volt azon dolgokra, melyek a polgároknak szükségesek, ha esetleg elöljárókká lesznek. Ezen nevelési elveiért Felső-Magyarország nevelőjének tartották. Megismerkedett Miksa főherceggel, aki huzamosabb ideig ott tartózkodott, és ennek emlékét költeményben örökítette meg. Így jutott el híre a királyi udvarba is. Rudolf királytól „koszorús családi költő" (poeta laureatus) címet és 1598. augusztus 12-én magyar nemességet nyert.
1599. május 11-én a kassai tanács hívta meg őt az ottani iskolák vezetésére, és az ő igazgatása alatt érte el a kassai iskola virágzásának tetőpontját. 1603-ban a város bírájává választották meg, de ezután sem mondott le igazgatói állásáról; neve alá ezt írta: Rector utriusque Reipublicae. Bocatius a Szent Erzsébet egyház elvételében erőszakot látott, ezért 1604. január 9-én két tanácsossal Prágába indult Rudolf királyhoz, akitől azonban nem nyert kihallgatást. Útjából tizenegy terjedelmes levelet írt német nyelven Kassa város tanácsához. Kassa 1605. november 11-én megnyitotta kapuit Bocskai István előtt; Bocatius a polgárok élén ünnepélyesen fogadta a győztes vezért. Ez időtől fogva hű követője volt Bocskainak. Jelen volt az 1605. november 12-ei rákosmezei találkozásnál, amikor Lala Mohamed nagyvezér a szultán megbízásából Bocskainak koronát tett a fejére.
Rákosról Bocskai Korponára ment, kíséretében volt Bocatius is, akit a korponai gyűlés után Bocskai a német birodalomba követségbe küldött, hogy a német protestáns fejedelmek szövetségét kinyerje. Henrik braunschweigi herceg azonban mint gyanús embert, mivel a császártól útlevele nem volt, elfogatta és a császáriaknak kiadta, akik őt a prágai várban élethossziglan börtönre ítélték. A súlyos büntetés egyik oka a Hungaroteutomachia ("Magyarnémetharc") című szatirikus dialógus volt, amelyet Bocatius írt annak érdekében, hogy a német közvéleményt Bocskai mellé állítsa. E mű ugyanis sértő kijelentéseket tartalmazott többek között a császárral kapcsolatban is. (A műre még ld. alább, a munkáinál.) Fogságából felesége szabadította ki, aki Prágába ment, a várban cselédnek állott és kieszközölte, hogy egyszer a fogolynak maga vitt enni; ezen alkalommal egy kötélhágcsót a tésztába gyúrt, kenyérbe sütötte és férjének kezébe juttatta. Bocatius a következő éjjel leereszkedett, és hű társával öt évi fogság után szerencsésen Kassára ért. (Kiszabadulását Melczer írta le az 1825-ös Irisben, de neje is némi vonatkozással említi ezt azon levelében, melyet férjének Olympias Carceraria című munkájához írt.) Fogságának történetét megírta Olympias carceraria (Öt év börtönben) című emlékiratában (a műre ld. alább, a munkáinál), amelyben az evangélikus hitéért szenvedő mártírként állítja be magát – holott máshonnan tudható, hogy a börtönben katolizált, és felajánlotta szolgálatait a császárnak.
A királytól bocsánatot nyerve, újólag megkínálták a polgármesteri tisztséggel; ő azonban ezt nem akarta elfogadni és kizárólag az iskolának élt. Bethlen Gábor fejedelem, mint a tudománynak nagy pártfogója, Bocatiust titkos tanácsosi ranggal a gyulafehérvári könyvtár őrévé tette. Még több éven át működött új hivatalában és fontos ügyekben gyakran mint követ fordult meg több külföldi udvarnál; utolsó útját is ura érdekében tette.

## Munkái
- Celadon. Ecloga… Bartphae (Abból az alkalomból írta, hogy Belsius János leányát, Erzsébetet 1594. június 21-én feleségül vette.)
- Ungaria gratulans ser principi ac domino Maximiliano archiduci Austriaco… cum partes Ungariae Superioris ingreditur. Bártfa, 1595
- Elegiae duae. Altera M. Joannis Bocatii P. L. altera P. Joannis Balogi Th. amincis lectoribus exhibendae. (B. elegiája Balog János kisszilvási és demethei paphoz. Bártfa, 1595)
- Oratio de profanitate Turcicae religionis, deque rebellionis maledicti regni initiis et incrementis. Wittenberg, 1596 (Értekezése, mikor a bölcseletből a mesteri fokozatot elnyerte. Selmec városának ajánlotta.)
- Siracides vel Ecclesiasticus Jesu, filii Sirach, Paraeneses ad vitam bene beateque transigendam in locos communes redactae et versibus elegiacis redditae. Uo. 1596
- Castra temperantiae. Bártfa, 1597
- Musae parentales. Uo. 1598
- Munus Judiciale. Uo. 1598
- Novus Annus. Uo. 1599
- Hungaridos libri poematum V. (Magyar tárgyú költemények öt könyve) Bártfa, 1599

A 15 éves háború eseményeiről szóló, dicsőítő- és alkalmi verseinek gyűjteménye. Munkái közül leginkább ezt ismerik és ezt tartják legsikerültebbnek. Mutatványokat is ebből szoktak közölni; bővebben ismerteti dr. Tóth Lőrincz a kassai főgimnázium 1884–1885. évi Jelentésében.)
- Commentatio epistolica de legatione sua ad Stephanum Bocskay. Transilvaniae principem, et suscepta cum eo anno 1605. in campos Rákos profectione. (Bel, Adparatus ad hist. Hung. decad. I. monum. VII. Ezen ránk magyarokra kiváló érdekű munkából dr. Tóth Lőrincz bő kivonatot közöl a fönt említett Jelentésben.)
- Az nagy Sandornak, Macedonak gyözhetetlen királlyának historiaia. Mely mostan uyonnan ki nyomtattatot; Brewer Lörintz, Lőcse, 1627
- Bocatius János: Öt év börtönben. 1606–1610; latinból ford., jegyz., utószó Csonka Ferenc, függelék iratai ford. Mollay Károly; Európa, Bp., 1985 (Bibliotheca historica)
- Jaurinum redivivum / Győr visszafoglalása; latinból ford. Geréb László, Federmayer István; Polgármesteri Hivatal, Győr, 1998 (Győri tanulmányok füzetek)
- Ioannes Bocatius: Opera quae exstant omnia; szerk. Csonka Ferenc; Akadémiai, Bp., 1990–1992
- 1-2. Poetica; 1990
- 3. Prosaica; 1992
- Hungaroteutomachia vel colloquium de bello nunc inter Caesareos et Hungaros excitato. – Magyarnémetharc, avagy beszélgetés a császáriak és a magyarok között most fellángolt háborúról. Közread. Kees Teszelszky – Tóth Gergely. ELTE BTK Középkori és Kora Újkori Magyar Történeti Tanszéke –Transylvania Emlékeiért Tudományos Egyesület, Budapest, 2014

2014-ben jelent meg latin eredetiben és magyar fordításban Bocatiusnak a mindeddig gyakorlatilag ismeretlen műve, a Hungaroteutomachia ("Magyarnémetharc"). A művet mindeddig nem tartották Bocatius művének (a Csonka-féle összkiadásban sincs benne), a szerzők azonban elég meggyőzően bebizonyították, hogy ez a munka egyértelműen az ő alkotása: azok közül is talán a (de mindenképpen az egyik) legjobb. A mű egy fiktív dialógus, vagyis inkább "beszélgetés" hat szereplővel (magyar, német, erdélyi, olasz, lengyel, török), ahol a magyar szereplő természetesen meggyőzően riposztozik főleg a német és az olasz szereplővel szemben, s bizonyítja be a Bocskai-felkelés jogosságát. A mű egyértelműen propagandairat, amely 1605-ben készült. A munkához több Bocatius-vers is csatlakozik, amelyek eddig szintén ismeretlenek voltak. 
- (Olympias Carceraria.) Andachtige Schoene Geistliche Lieder. (Címlap nélküli csonka példány az MTA könyvtárában, előszava 1611. június 5-én kelt. Ebben írja fogsága történetét.)
- Salamon Hungaricus vel de Mathiae Corvini, potentissimi ac felicissimi… Hungariae regis… dictis. Cassoviae. 1611 (Galeotus munkájának Bocatius által javított kiadása, melyben üdvözlő verse II. Mátyáshoz és Thurzó György nádorhoz, végül pedig négy levélen egyéb versei vannak.)
- Militia S. Georgii. Uo. 1612
- Hebdomelodia Psalmi 103. Uo. 1614
- Anser nuptialis. Uo. 1618
- Historia Parasceve. Uo. 1621

Lampe említi, hogy megírta Bethlen Gábor uralkodásának történetét is a fejedelem meghagyásából, e munkája azonban elveszett. A Magyar nyelvmivelő társaság Munkáinak első darabja címét is adja: Res gestae in Hungaria et Transylvania sub tribus imperatoribus et regibus Rudolpho II. Mathia II. et Ferdinando II. nec non Gabrielis Bethlen. Auctore Johanne Bocatio; ezen hozzáadással: kinyomattatott, de felette ritka, elfogyott.